# 博格山
72°32′S 3°30′W / 72.533°S 3.500°W
博格山是南極洲的山峰，位於毛德皇后地，處於博格地塊北端，由挪威製圖師根據該國探險隊的探測和空中照片繪入地圖。